# As Neves

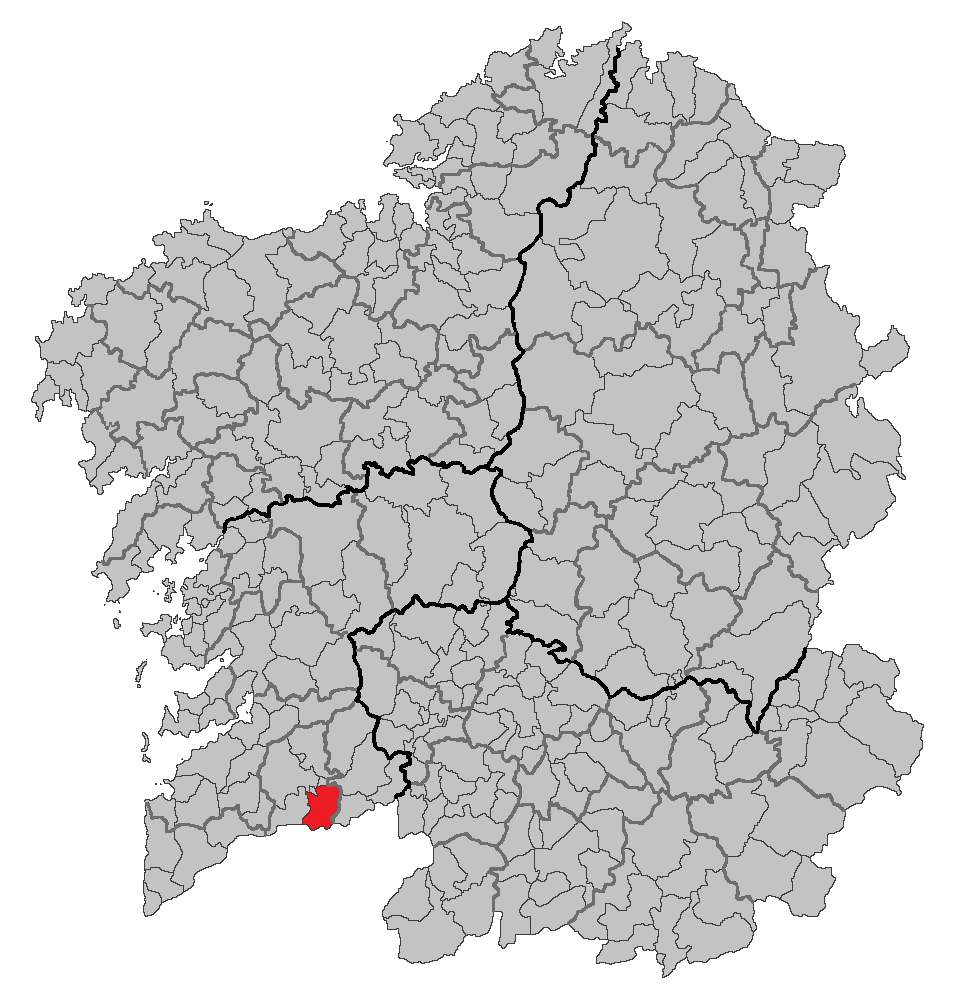
As Neves, Pontevedra, Galizia

As Neves è un comune spagnolo di 4 478 abitanti situato nella comunità autonoma della Galizia.